# Sleipnir

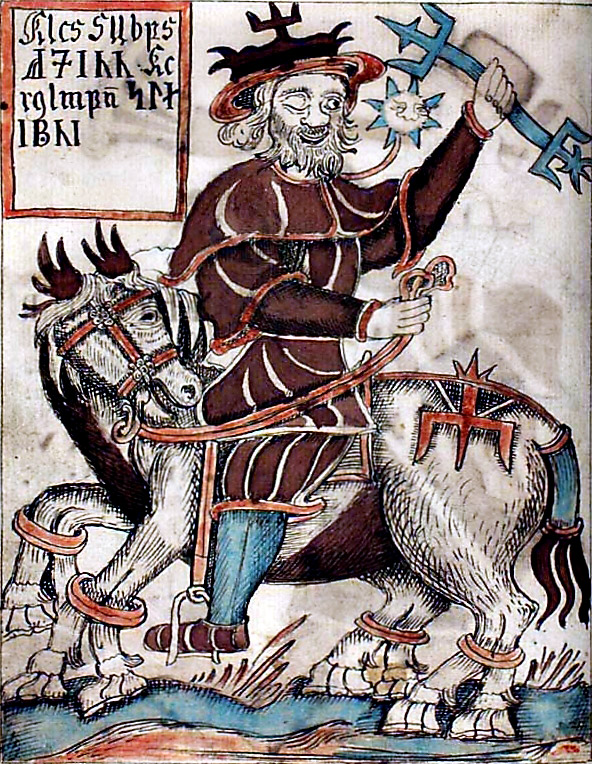
Odino a cavallo di Sleipnir in un manoscritto islandese del XVIII secolo

Sleipnir (pronuncia in antico nordico: [ˈslɛipneẕ]) è, nella mitologia norrena, il cavallo di Odino.
Di color grigio, dotato di otto zampe, è il migliore cavallo che esista, il più veloce. È in grado di cavalcare il cielo e le acque, e anche lungo gli altri mondi. Il suo nome significa "colui che scivola rapidamente".
Secondo alcune fonti Sleipnir porta delle rune incise sui denti.

## La nascita di Sleipnir
Snorri Sturluson, basandosi su vaghi accenni contenuti nella Vǫluspá, racconta la nascita di Sleipnir.
Un abile costruttore aveva stretto un patto con gli Dei: in diciotto mesi avrebbe eretto un muro possente in grado di difenderli dai giganti, loro nemici; in cambio avrebbe ricevuto in dono Freyja, il Sole e la Luna. Gli dei, su consiglio di Loki accettarono, ma a patto che il muro fosse terminato entro l'estate. Quando però mancavano solo tre giorni all'estate era ormai evidente che il costruttore sarebbe riuscito a finire in tempo la sua opera, anche grazie all'aiuto di Svaðilfœri, il suo possente cavallo. Gli dèi decisero che si doveva fare qualcosa, se non volevano perdere Freyja. Si interrogarono su chi avesse spinto per accettare il patto, e quando si ricordarono che era stato Loki lo costrinsero a rimediare. Lui si trasformò in una giumenta, sedusse Svaðilfari facendosi inseguire per un giorno e una notte, interrompendo così i lavori. Ripeté il trucco per tutte le tre notti e i tre giorni seguenti. Quando fu evidente che il muro non sarebbe stato completato per tempo, il costruttore fu preso da un'ira bestiale, rivelando che in realtà era egli stesso un gigante. Thor (Þórr), che dei giganti è il maggior nemico, gli fracassò il cranio con un colpo di Mjöllnir, il suo martello.
In seguito Loki partorì da Svaðilfari un puledro grigio con otto zampe, Sleipnir, che divenne il cavallo di Odino, dopo che questi glielo chiese in dono, poiché era il più veloce e possente di tutti i cavalli.

## Sleipnir nella cultura moderna
- In Final Fantasy XII, gli Sleipnir sono nemici comuni. Si tratta di una razza di cavalli da guerra allevata in tempi antichi, in seguito abbandonata dopo la comparsa delle aeronavi.
- In Final Fantasy XIV, Sleipnir è il nome del destriero del Primal Odin. Inoltre ai giocatori è data la possibilità di acquistare questa cavalcatura dal negozio online del MMORPG. Curiosamente in questo episodio appare come un normale cavallo nero dal crine rossastro, dotato solo di quattro zampe.
- Sleipnir è il titolo di una canzone dei Manowar, la 5ª presente nell'album Gods of War.
- Sleipnir è il nome di una lancia sacra in Fire Emblem: The Sacred Stones.
- Nella serie TV anime I cavalieri dello zodiaco (Saint Seiya in originale), l'armatura di Artax, uno dei cavalieri di Asgard, forma un cavallo a 8 zampe, chiaro riferimento a Sleipnir.
- Sleipnir è il nome di una band tedesca.
- Sleipnir è un tabbed web browser sviluppato by Fenrir Inc, molto comune in Giappone.
- Assieme ad Odino, Sleipnir è raffigurato nella copertina dell'album With Oden on Our Side degli Amon Amarth.
- Sleipnir è il nome di una serie di opere scultoree dell'artista italo-svedese Duilio Forte.
- Sleipnir appare anche nei fumetti Marvel Comics come cavalcatura di Odino. Compare anche in una scena del film Marvel Thor.
- Il Digimon Sleipmon è un riferimento a Sleipnir.
- Lo sleipnir è anche il nome di una delle unità da combattimento di Rosekstan nella serie anime giapponese Blue Dragon che ha un nome legato alla mitologia norrena così come l'ombra del generale Logi.
- La Sleipnir è una nave da combattimento nel MMORPG EVE Online, prodotto dalla CCP
- La Sleipnir è il nome di una nave dell'armatore olandese Heerema.[6]
- Sleipnir è anche il titolo di una canzone della band folkmetal islandese Skálmöld.
- Sleipnir è il titolo di una canzone dell'album Prophecy of Ragnarök della band metal svedese Brothers of Metal.
- In The Battle Cats uno dei tanti nemici è una sorta di unicorno a otto zampe chiamato Angelic Sleipnir.
- Sleipnir è citato più volte nella serie TV originale Netflix Ragnarok
- Nel manga Air Gear, Sleipnir è il nome di un team di riders che affronta i protagonisti